# Капи, воде, ратници
Капи, воде, ратници је југословенски филм из 1962. године. Режирали су га Марко Бабац и Живојин Павловић, a сценаристи по сегментима су:
| Сценариста             | Сегмент    | Коментар |
| ---------------------- | ---------- | -------- |
| Марко Бабац            | Мали сквер |          |
| Душан Макавејев        | Капи       | монолог  |
| Слободан Новаковић     | Мали сквер | дијалог  |
| Живојин Павловић       | Живе воде  |          |
| Војислав Кокан Ракоњац | Капи       |          |
| Олга Вујадиновић       | Живе воде  |          |

## Радња
1. 
Бежећи од полицијских агената, један илегалац се скрива у неком сиромашном насељу крај реке. Његово бекство примећује нека девојка која спава у чамцу испод старог напуштеног шлепа. Прилази му доживљава кратак час људске топлине. Када се удаљила, илегалац се упућује за њом, али га на излазу из склоништа убију полицијски агенти.
Пренеражена, девојка посматра како се удаљује полицијски чамац, односећи леш који јој је пружио нежност у том суровом насељу.
2.
Два тешко рањена пријатеља у болничкој соби живе од трансфузије. Један од њих, оптимиста, лежи крај прозора и прича своме пријатељу о малом скверу на коме се предвече састају двоје љубавника. Тај мали свет на скверу разлог је његовог поверења у живот, а истовремено је његовом пријатељу, разлог очајања.
Његов пријатељ, други тешки рањеник, прихвата живот и свет око себе трагично. Оптимиста умире.
Кад га болничари односе, његов пријатељ песимиста се довлачи огромним напором до његовог кревета поред којег је прозор, и кад окрене главу да погледа кроз прозор види, уместо сквера, само један голи празни зид.
3.
Прича о лепоти и горчини љубави, неразумевању и обавези, прича о мртвим интимним међусобним односима.

## Улоге
| Глумац            | Улога |
| ----------------- | ----- |
| Столе Аранђеловић |       |
| Душан Јанићијевић |       |
| Снежана Лукић     |       |
| Петар Лупа        |       |
| Љуба Тадић        |       |
| Јанез Врховец     |       |
| Олга Вујадиновић  |       |